# Castle Rock Entertainment
A Castle Rock Entertainment egy amerikai produckciós TV-vállalat. Martin Shafer, Rob Reiner, Andrew Scheinman, Glenn Padnick és Alan Horn alapította 1987-ben. 2003-ban a Time Warnerrel, 2004-ben pedig a Warner Bros.-szal egyesült véglegesen.

## Válogatott filmek
- Winter People (1989)
- When Harry Met Sally... (1989)
- Lord of the Flies (1990)
- Sibling Rivalry (1990)
- Spirit of '76 (1990)
- Misery (1990)
- City Slickers (1991)
- Late for Dinner (1991)
- Year of the Comet (1992)
- Mr. Saturday Night (1992)
- Honeymoon in Vegas (1992)
- A Few Good Men (1992)
- Amos & Andrew (1993)
- In the Line of Fire (1993)
- Needful Things (1993)
- Malice (1993)
- Josh and SAM (1993)
- City Slickers II: The Legend of Curly's Gold (1994)
- Little Big League (1994)
- North (1994)
- Barcelona (1994)
- The Shawshank Redemption (1994)
- Before Sunrise (1995)
- For Better or Worse (1995)
- Dolores Claiborne (1995)
- Forget Paris (1995)
- Beyond Rangoon (1995)
- A Midwinter's Tale (1995)
- The American President (1995)
- Othello (1995)
- The Run of the Country (1995)
- Dracula: Dead and Loving It (1995)
- The Spitfire Grill (1996)
- City Hall (1996)
- Some Mother's Son (1996)
- Lone Star (1996)
- Striptease (1996)
- Extreme Measures (1996)
- SubUrbia (1996)
- Absolute Power (1996)
- Ghosts of Mississippi (1996)
- Hamlet (1996)
- Alaska (1996)
- Waiting for Guffman (1997)
- Zero Effect (1998)
- My Giant (1998)
- Palmetto (1998)
- Sour Grapes (1998) (Last movie distributed by Columbia Pictures)
- The Last Days of Disco (1998)
- Mickey Blue Eyes (1999) (First movie distributed by Warner Bros.)
- The Story of Us (1999)
- The Green Mile (1999)
- Bait (2000)
- 2000: Nem kutya (Best in Show)
- Proof of Life (2000)
- Miss Congeniality (2000)
- Hearts in Atlantis (2001)
- The Majestic (2001)
- The Salton Sea (2002)
- Murder by Numbers (2002)
- The Adventures of Pluto Nash (2002)
- Two Weeks Notice (2002)
- A Mighty Wind (2003)
- Kangaroo Jack (2003)
- Dreamcatcher (2003)
- Envy (2004)
- Before Sunset (2004)
- Kangaroo Jack: G'Day USA! (2004)
- The Polar Express (2004)
- Miss Congeniality 2: Armed and Fabulous (2005)
- For Your Consideration (2006)
- In the Land of Women (2007)
- Music and Lyrics (2007)
- Chaos Theory (2007)
- Fracture (2007)
- No Reservations (2007)
- Michael Clayton (2007)
- Sleuth (2007)
- Did You Hear About the Morgans? (2009)
- Flipped (2010)
- Faster (2010)
- Bernie (2011)
- Friends with Benefits (2011)
- Little Sunshine Hotel (2011) (First movie distributed by Focus Features)
- The First Time (2012)

## Fordítás
Ez a szócikk részben vagy egészben  a   Castle Rock Entertainment című angol Wikipédia-szócikk fordításán alapul.  Az eredeti cikk szerkesztőit annak laptörténete sorolja fel. Ez a jelzés csupán a megfogalmazás eredetét és a szerzői jogokat jelzi, nem szolgál a cikkben szereplő információk forrásmegjelöléseként.